# 聖方濟大學
聖方濟大學（University of St. Francis）是位於美國伊利諾伊州喬利埃特的一所由方濟會創辦的大學，成立於1920年。校區位於芝加哥西南部35英里（56）處。2015年《美國新聞與世界報道》在“中西部大學”排名中將其列在第39位。

## 外部連結
- Official website （页面存档备份，存于）
- Official athletics website （页面存档备份，存于）
- USF Library （页面存档备份，存于）

41°31′59″N 88°05′44″W / 41.5330°N 88.0955°W